# Japanische Prachtspiere
Die Japanische Prachtspiere (Astilbe japonica), auch Schein-Geißbart genannt, ist eine Pflanzenart aus der Gattung Prachtspieren (Astilbe Buch.-Ham. ex D.Don) in der Familie der Steinbrechgewächse (Saxifragaceae).

## Beschreibung

### Vegetative Merkmale
Die Japanische Prachtspiere ist eine ausdauernde krautige Pflanze, die Wuchshöhen von (30) 50 bis 90 Zentimeter erreicht. Die Pflanze bildet ein Rhizom aus. Die Blätter sind wechselständig und lang gestielt. Sie sind doppelt bis dreimal dreizählig geteilt. Die Fiederblättchen sind lanzettlich, am Rand gezähnt und messen 3 bis 7 × 1 bis 2 Zentimeter, das endständige Blättchen ist am Grund keilig.
Die Unterart Astilbe japonica subsp. glaberrima (Nakai) Kitam. erreicht Wuchshöhen von 5 bis 40 (50) Zentimeter, die Endblättchen sind oft tief eingeschnitten.

### Generative Merkmale
Die Blütezeit reicht von Mai bis Juni. Der endständige, rispige Blütenstand ist kegelförmig und viele Blüten stehen dicht zusammen. Die weißen Kronblätter sind, schmal spatelig und 3 bis 4 Millimeter lang. Es sind zwei Kreise aus vier oder fünf Staubblättern vorhanden.

## Vorkommen
Die Japanische Prachtspiere kommt in Japan auf Honshu, Shikoku und Kyushu auf Felsen in Gebirgsschluchten vor.

## Taxonomie
Die Erstveröffentlichung erfolgte 1834 unter den Namen (Basionym) Hoteia japonica C.Morren & Decne. durch (Charles François Antoine Morren und Joseph Decaisne. Die Neukombination zu Astilbe japonica (C.Morren & Decne.) A.Gray) wurde 1843 durch Asa Gray veröffentlicht.

## Nutzung

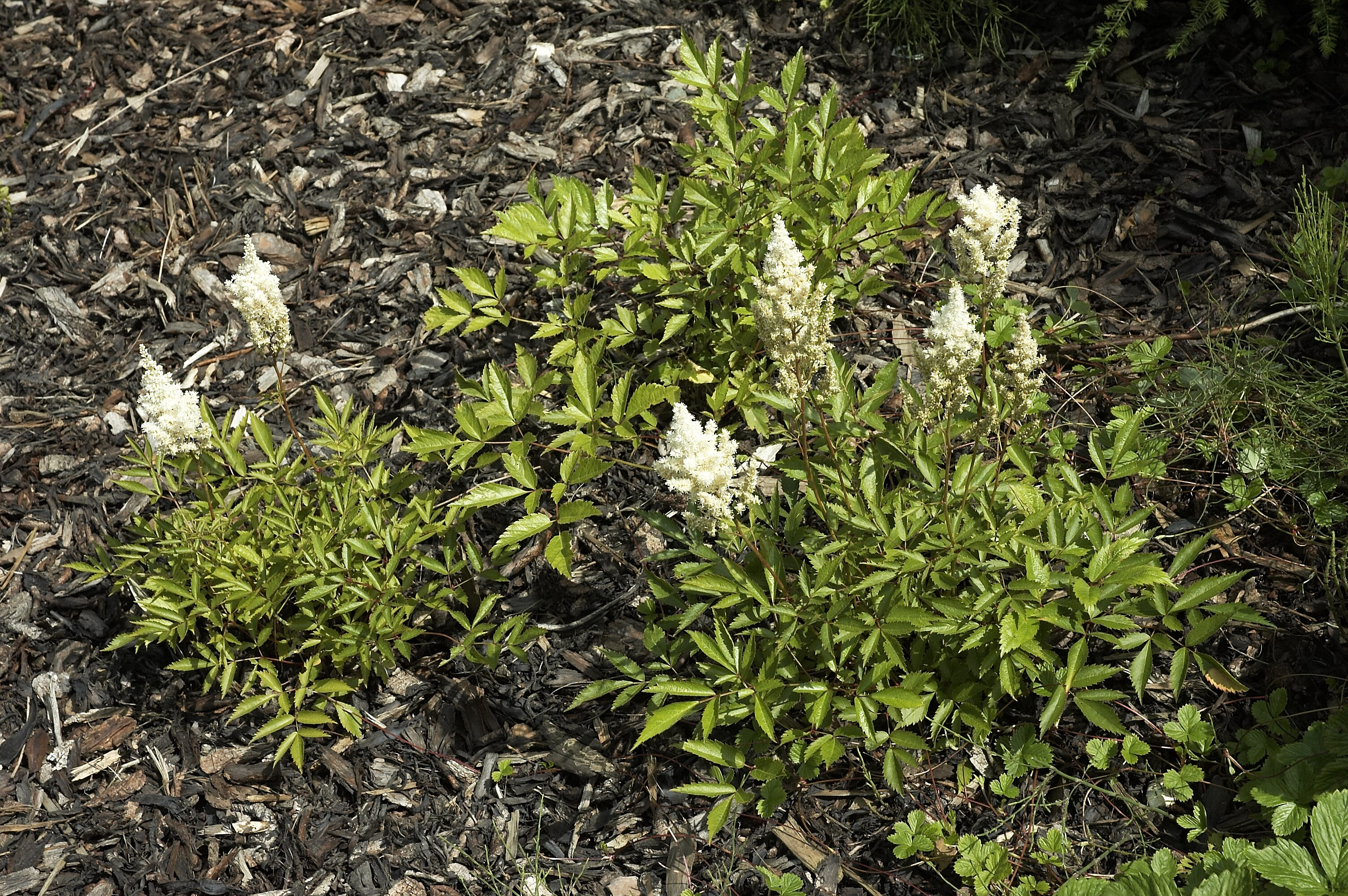
Kultivar 'Deutschland'

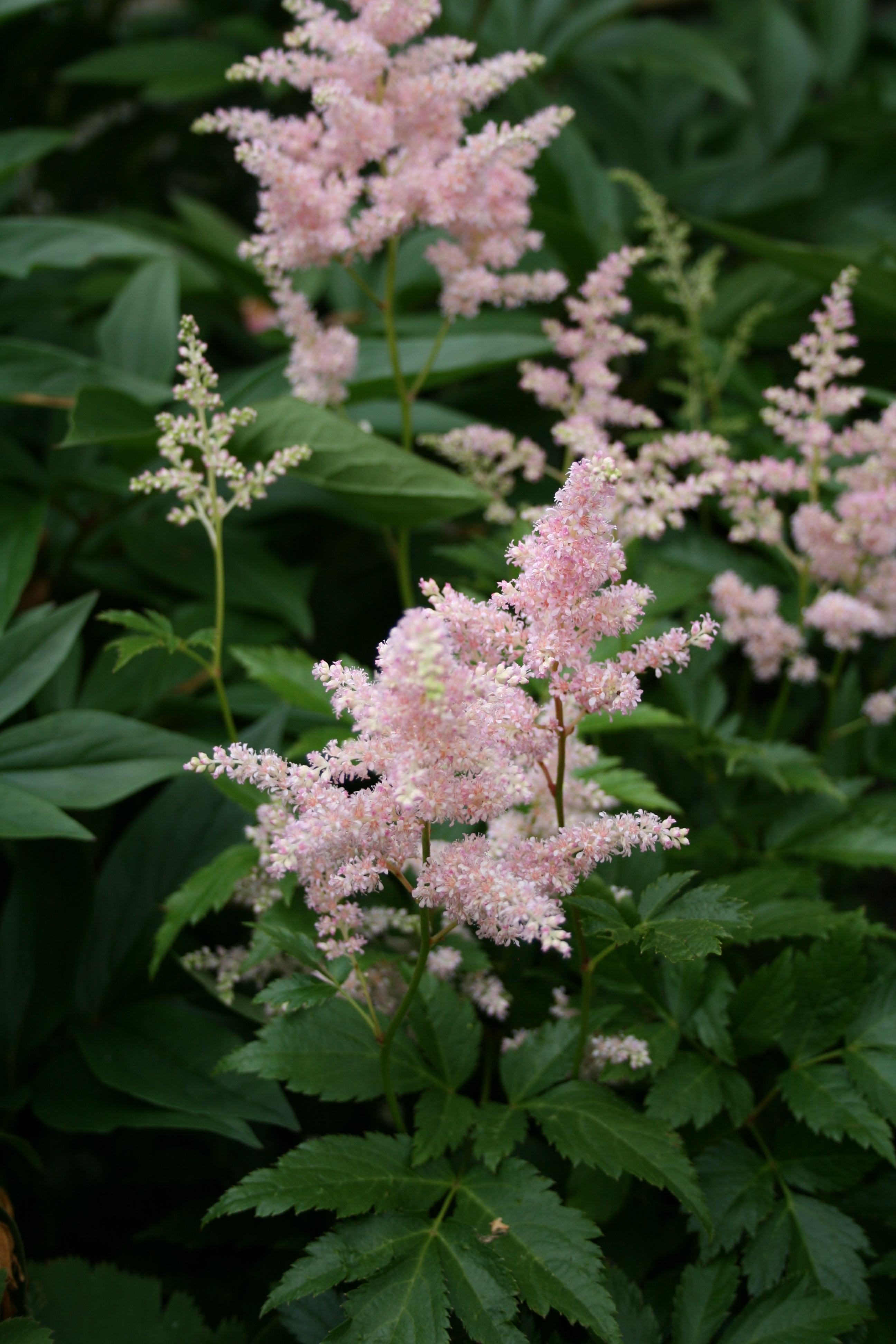
Kultivar 'Europa'

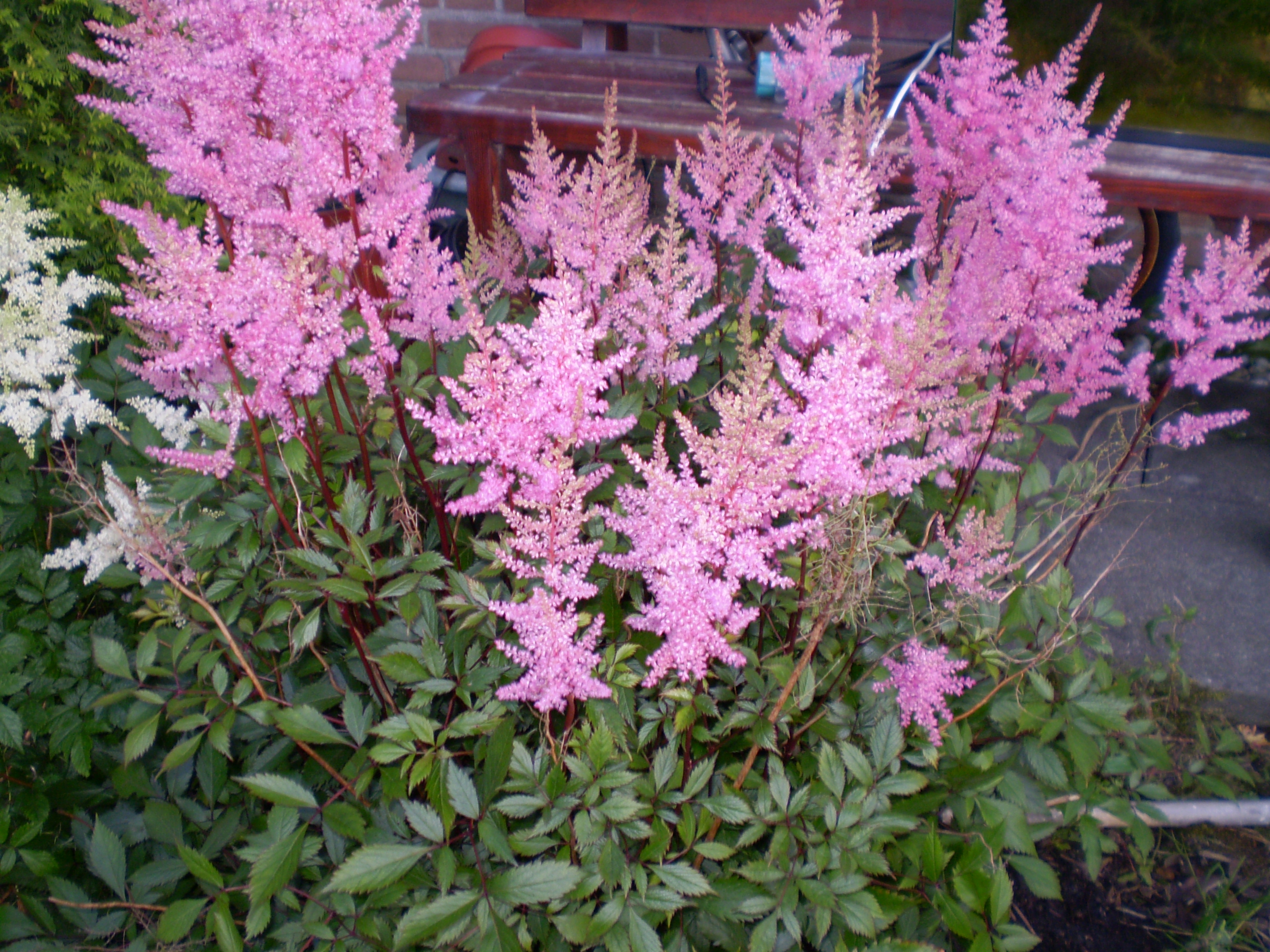
Kultivar 'Koblenz'

Die Japanische Prachtspiere wird zerstreut als Zierpflanze für Gehölzgruppen und Staudenbeete sowie als Schnittblume genutzt. Sie ist seit spätestens 1837 in Kultur. Es gibt zahlreiche Sorten hybridogenen Ursprungs (Auswahl):
- 'Bonn': Die Pflanze erreicht Wuchshöhen von 50 Zentimeter, die Blüten sind leuchtend karminrosa.
- 'Bremen': Die Pflanze erreicht Wuchshöhen von 50 bis 60 Zentimeter, die Blüten sind dunkelrosa.
- 'Deutschland': Die Pflanze erreicht Wuchshöhen von 40 Zentimeter, die Blüten sind weiß.
- 'Europa': Die Pflanze erreicht Wuchshöhen von 50 bis 60 Zentimeter, die Blüten sind hellrosa.
- 'Koblenz': Die Pflanze erreicht Wuchshöhen von 50 Zentimeter, die Blüten sind rosa.
- 'Köln': Die Pflanze erreicht Wuchshöhen von 60 Zentimeter, die Blüten sind dunkelrot.
- 'Mainz'[1]
- 'Obergärtner Jürgens': Die Pflanze erreicht Wuchshöhen von 60 Zentimeter, der Austrieb ist braunrot, die Blüten sind rubinrot.
- 'Red Sentinel'[1]
- 'Rheinland'[1]

## Belege
- Eckehart J. Jäger, Friedrich Ebel, Peter Hanelt, Gerd K. Müller (Hrsg.): Rothmaler Exkursionsflora von Deutschland. Band 5: Krautige Zier- und Nutzpflanzen. Spektrum Akademischer Verlag, Berlin Heidelberg 2008, ISBN 978-3-8274-0918-8.
- Bernd Hertle, Peter Kiermeier, Marion Nickig: Gartenblumen, Das große GU Praxishandbuch, Gräfe und Unzer, 2008, S. 120